# Liste des phares du Maryland
La liste des phares du Maryland dresse la liste des phares de l'État américain du Maryland répertoriés par la United States Coast Guard. 
Les aides à la navigation en Virginie sont gérées par le cinquième district de l' United States Coast Guard , mais la propriété (et parfois l’exploitation) de phares historiques a été transférée aux autorités et aux organisations de préservation locales.
Leur préservation est assurée par le National Park Service ou par des propriétaires privés et sont répertoriés au Registre national des lieux historiques (*).

## RivièrePotomac

### Comté du Prince George

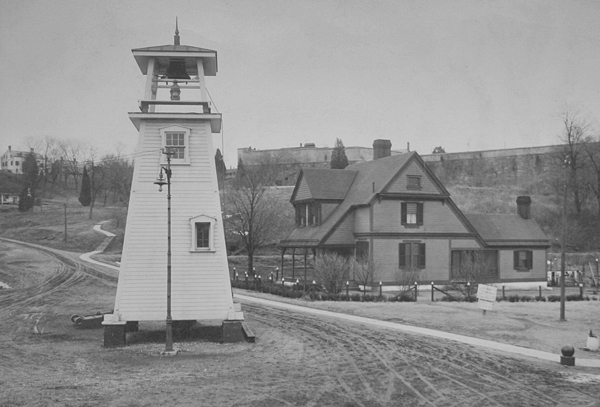
Fort Washington

- Phare de Fort Washington

### Comté de Charles
- Phare de Maryland Point
- Phare de Upper Cedar Point
- Phare de Mathias Point
- Phare de Lower Cedar Point

### Comté de Saint Mary
- Phare de Cobb Point Bar

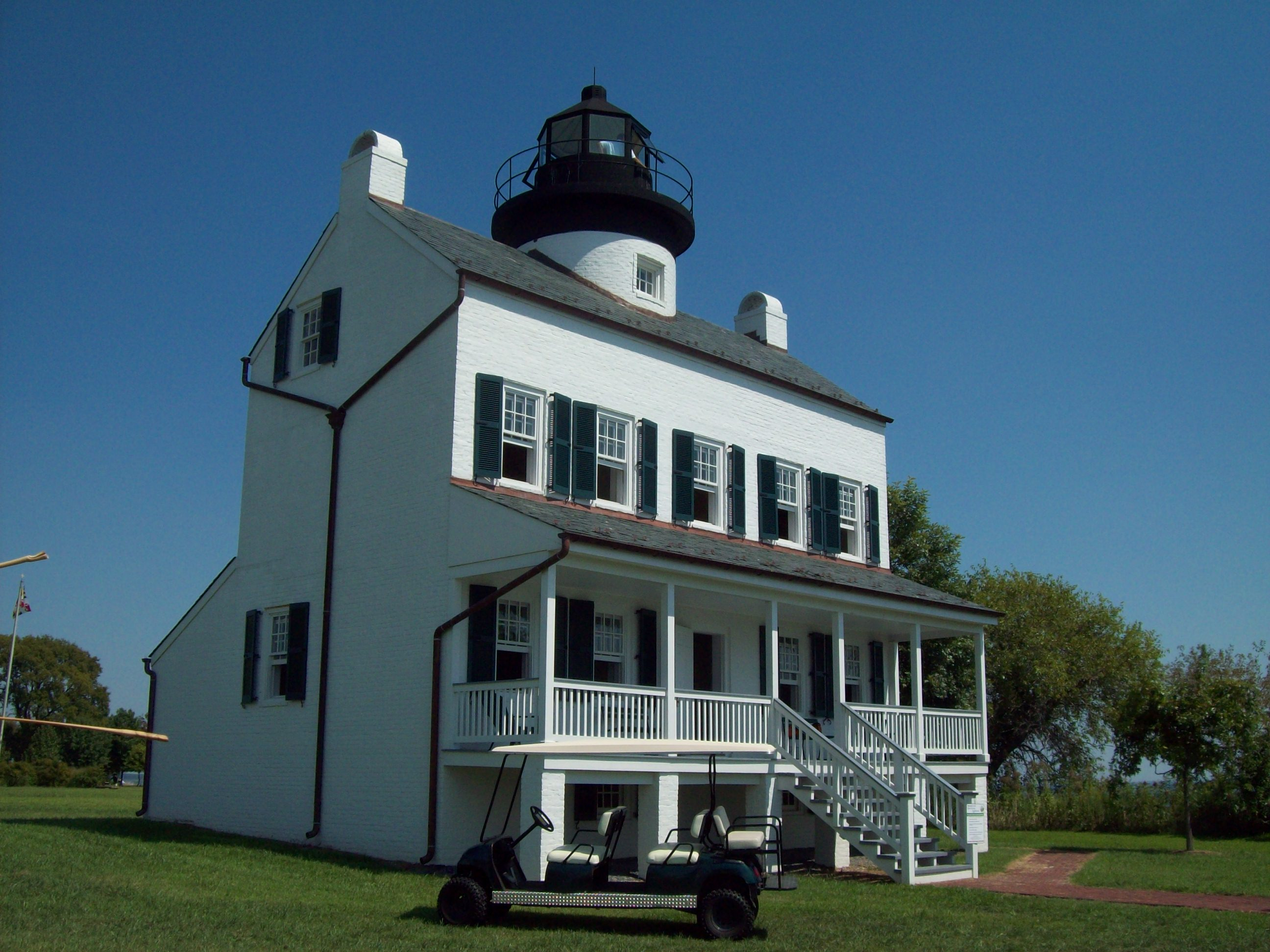
Blackistone Point

- Phare de Blackistone Island (Réplique)
- Phare de Ragged Point (Maryland)
- Phare de Piney Point * (Inactif)

## Baie de Chesapeake

### Comté de Saint Mary
- Phare de Point Lookout

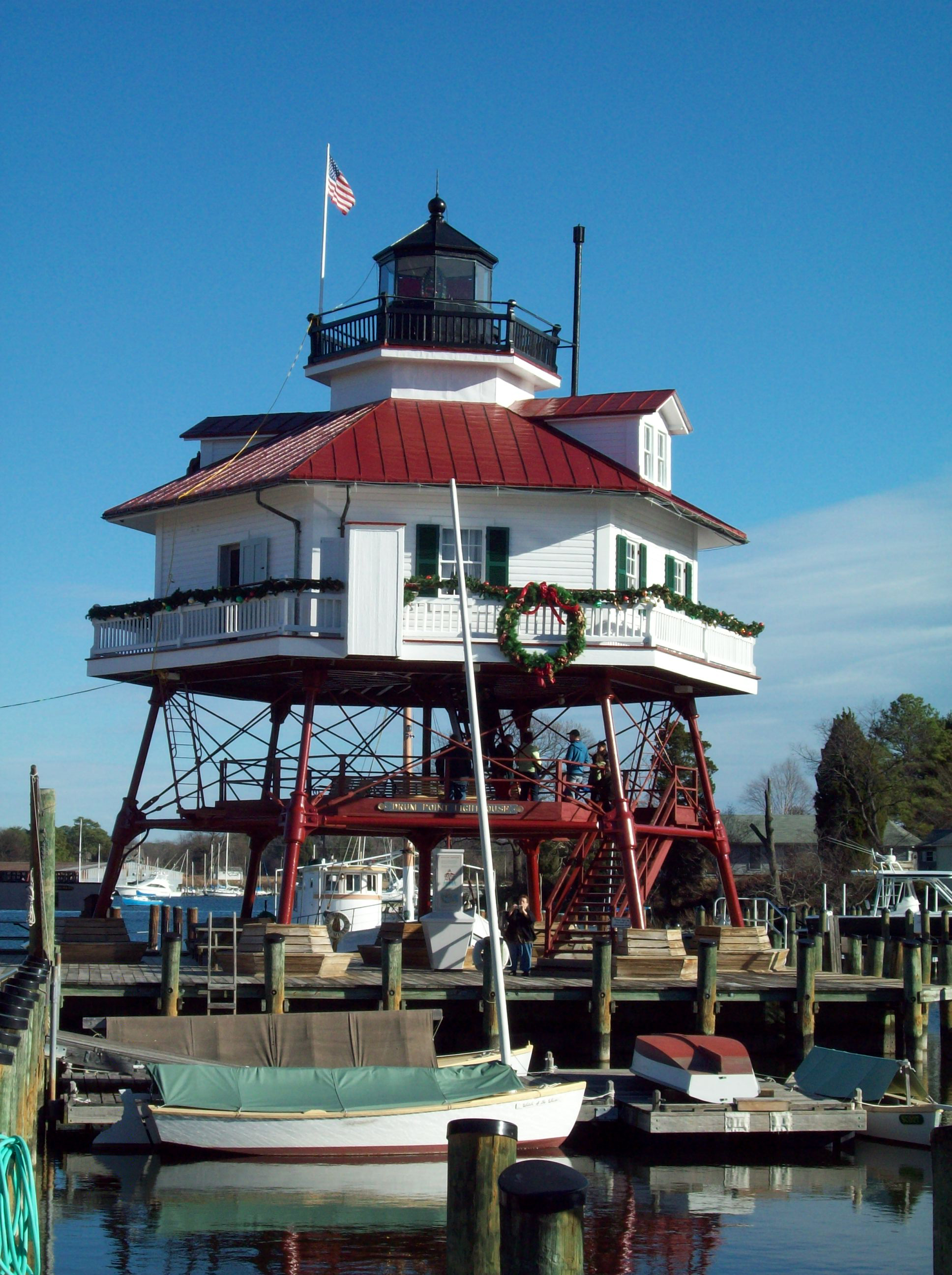
Drum Point

- Phare de Point No Point (Maryland) *
- Phare de Cedar Point (Maryland)

### Comté de Calvert
- Phare de Drum Point * (Inactif)
- Phare de Cove Point *

### Comté d'Anne Arundel
- Phare de Thomas Point Shoal *
- Phare Triton

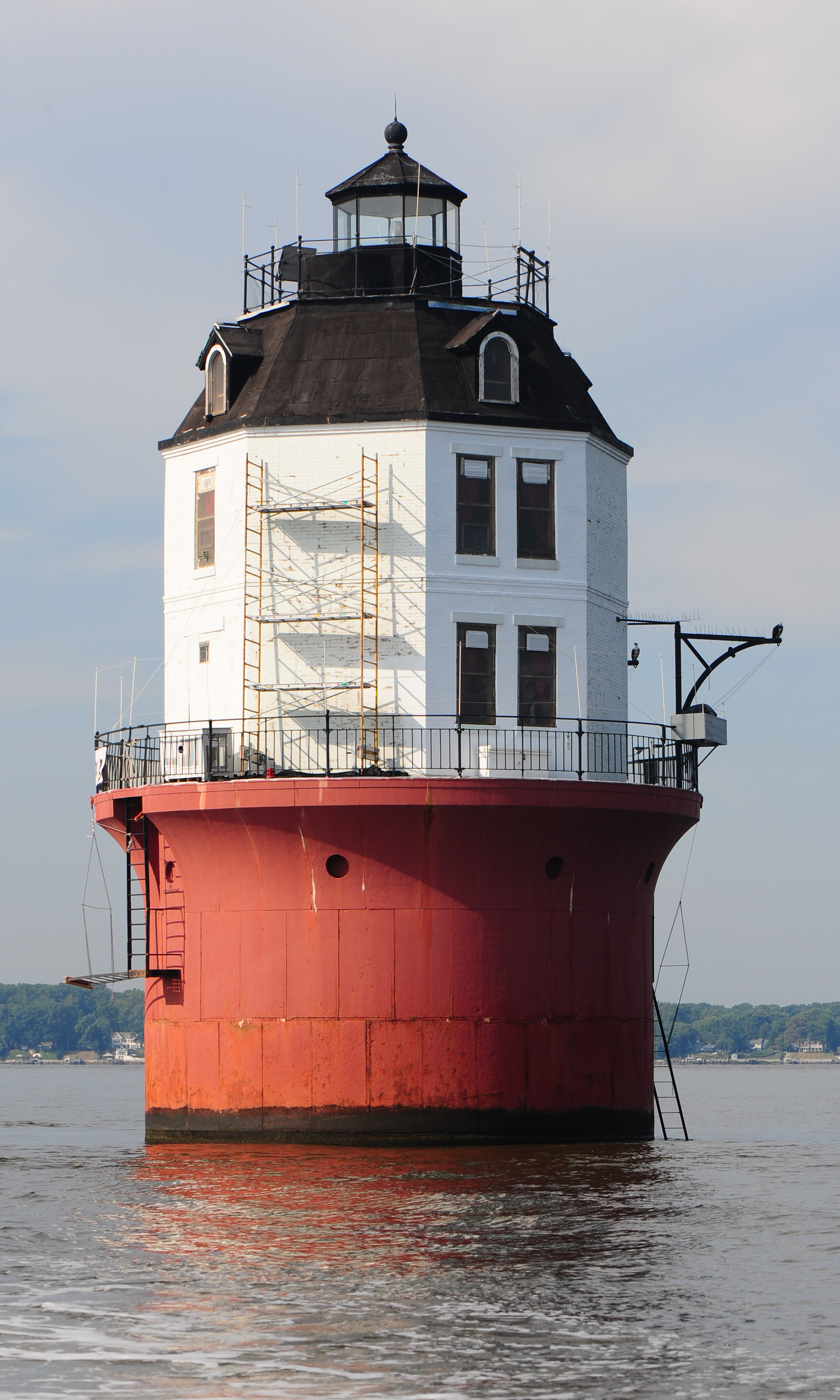
Baltimore Harbor

- Phare de Greenbury Point (Désactivé)
- Phare de Sandy Point Shoal *
- Phare de Baltimore Harbor *
- Phare de Seven Foot Knoll *
- Bodkin Island Light (en) (Détruit)

### Baltimore
- Phare de Hawkins Point (Désactivé)
- Phare de Leading Point
- Phare de Lazaretto Point (Réplique)

### Comté de Baltimore
- Phare de Fort Carroll (Inactif)

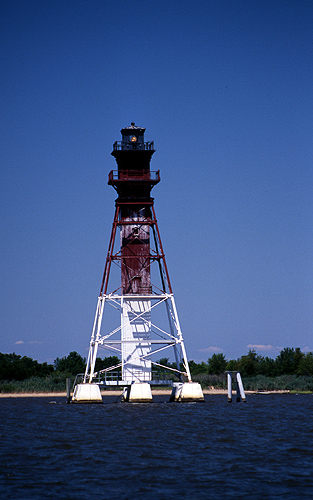
Craighill Channel

- Craighill Channel Upper Range Rear *
- Craighill Channel Upper Range Front *
- Craighill Channel Lower Range Rear *
- Craighill Channel Lower Range Front *

### Comté de Harford
- Phare de Pooles Island *
- Fishing Battery Light (en)
- Phare de Concord Point *

### Comté de Kent
- Phare de Turkey Point *

### Comté de Queen Anne

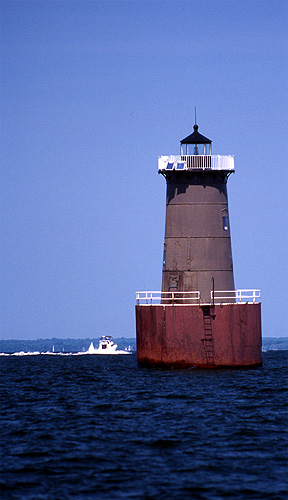
Bloody Point Bar

- Phare de Love Point
- Phare de Bloody Point Bar

### Comté de Talbot
- Phare de Hooper Strait
- Phare de Sharps Island *
- Phare de Choptank River

### Comté de Dorchester
- Phare de Hooper Island *
- Phare de Sharkfin Shoal

### Comté de Somerset

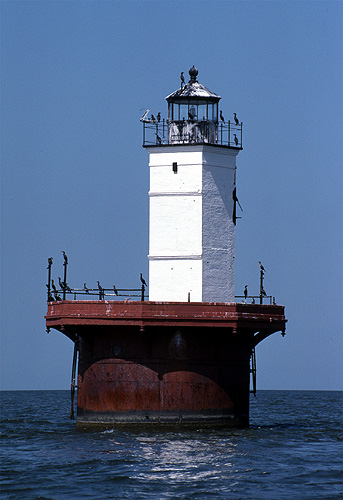
Solomons Lump

- Phare de Great Shoal
- Phare de Holland Island Bar
- Phare de Solomons Lump
- Phare de Somers Cove (Inactif)
- Phare de Janes Island Light (en)